# Războaiele Bizantino-Otomane
Războaiele bizantino-otomane (1265–1479) au fost o serie de conflicte decisive între turcii otomani și bizantini care au dus la prăbușirea Imperiului bizantin și la afirmarea celui otoman.
După căderea Constantinopolului în 1204 în mâinile cavalerilor catolici occidentali (numiți "franci" în hrisoavele bizantine) în timpul Cruciadei a patra, Imperiul bizantin a fost divizat și în haos. Profitând de situație, Sultanatul de Rum a început să ocupe teritoriile bizantine din Asia Mică (Turcia de astăzi). Imperiul de la Niceea, cel mai puternic dintre statele grecești succesoare ale Imperiului bizantin și aflat în Turcia modernă, a fost capabil să oprească invazia turcă și, în cele din urmă, în 1261, a recucerit Constantinopol, restabilind astfel Imperiul bizantin. Cu toate acestea, poziția Imperiului bizantin pe continentul european a rămas incertă din cauza prezenței celorlalte state succesoare grecești ale Imperiului bizantin și care ezitau să se reîntoarcă în Imperiul restaurat, cel mai important dintre acestea fiind Despotatul Epirului. Imperiul bizantin nu numai că s-a confruntat cu ostilitatea din partea Despotatul Epirului, dar, de asemenea, a intrat în conflicte cu state în curs de dezvoltare din Balcani (Regatul Serbiei și Al doilea țarat bulgar). Acest lucru a făcut ca Imperiul bizantin să-și concentreze atenția asupra Europei și a mutat un număr mare de trupe din Asia Mică în Europa.
Între timp, Sultanatul selgiucid de Rum, principalul rival al Imperiului bizantin din Asia Mică, a devenit din ce în ce mai slăbit. Acest lucru nu a însemnat însă o veste pozitivă pentru bizantini; dimpotrivă, sultanatul a fost zguduit de fanaticii islamiști Ghazi, care au format ciopârțit teritoriile Sultanatului de Rum și ale bizantinilor. Unul din liderii lor, Osman I, a început hărțuirea frontierelor estice bizantine. În 1299, s-a autoproclamat ca sultanul Osman I și, ulterior, teritoriile aflate sub conducerea sa au devenit cunoscute sub numele de Imperiul otoman. Acesta a fost începutul unei serii de războaie dintre turci și greci, care se vor încheia cu căderea Constantinopolului în 1453.